# U-2511
U-2511 — немецкая «электролодка» типа XXI времён Второй мировой войны, построенная на верфи Blohm und Voss.

## История службы
U-2511 стала одной из двух (вторая U-3008) субмариной типа XXI, вышедшей в боевой поход. Под командованием одного из самых титулованных подводников, Адальберта Шнее она вышла в море 30 апреля 1945 года и находилась в пути в направлении Панамского канала для выполнения боевой задачи, когда получила приказ о капитуляции. Всего несколько часов спустя она вошла в контакт с британским тяжёлым крейсером HMS Norfolk (1928) и вышла в атаку, приблизившись к крейсеру на расстояние около 500 метров, оставаясь незамеченной. U-2511 прибыла в Берген 5 мая 1945 года, где экипаж сдался союзникам. Во время последовавшей через несколько дней встречи офицеры «Норфолка» не сразу поверили подводникам, рассказавшим о выходе в атаку. В 1946 году U-2511 была затоплена в рамках операции «Дэдлайт».